# تشارلز توماس (لاعب كرة قاعدة)
تشارلز توماس (بالإنجليزية: Charles Thomas)‏ هو لاعب كرة قاعدة أمريكي، ولد في 26 ديسمبر 1978 في فيرفيلد في الولايات المتحدة.

## وصلات خارجية
- تشارلز توماس على موقعبيزبول رفرنس.كوم (الدوري الرئيسي) (الإنجليزية)
- تشارلز توماس على موقعبيزبول رفرنس.كوم (الدوري الثانوي) (الإنجليزية)
- تشارلز توماس على موقع إي إس بي إن.كوم (أم.أل.بي) (الإنجليزية)